# Heinrich Schütz
Heinrich Schütz (Bad Köstritz, 8 oktober 1585 — Weißenfels, 6 november 1672) was een Duitse componist, die bijna zijn hele leven hofkapelmeester was van de keurvorst van Dresden. Op het gebied van met name religieuze muziek wordt hij over het algemeen beschouwd als de belangrijkste luthers-protestantse componist vóór Johann Sebastian Bach. Daarnaast geldt hij als een van de grootste componisten van de gehele 17e eeuw. Hij schreef ook de eerste Duitse toneelmuziek, Dafne, die waarschijnlijk is uitgevoerd in Torgau in 1627. De muziek hiervan is verloren gegaan.

## Biografie
Schütz werd geboren in 1585 in Bad Köstritz, in oostelijk Duitsland, ten zuiden van Leipzig, dicht bij de stad Gera. Hij werd luthers-protestants gedoopt. In deze cultuur groeide hij op.
Schützs vader was eigenaar van een herberg waar op een dag vorst Maurits van Hessen-Kassel, een liefhebber van schone kunsten die zelf componist was, logeerde. Ter plekke viel hem de mooie stem van de jonge Schütz op en hij stelde diens ouders voor om hun zoon een muzikale studie bij hem aan het hof in Kassel te laten volgen. Zo geschiedde.
Schütz leerde daar Latijn, Grieks en Frans, maar hij besloot niet onmiddellijk beroepsmusicus te worden. Hij begon met een studie rechten in Marburg.
In 1609 kon vorst Maurits van Hessen-Kassel Schütz echter overhalen om twee jaar lang in de vrije republiek Venetië in de leer te gaan bij Giovanni Gabrieli, de musicus, componist en kapelmeester van de San Marco, de staatskerk van de vrije eilandenstaat. Deze studie werd zelfs door Schützs vorstelijke weldoener betaald. 
Voor Giovanni Gabrieli waren twee basistechnieken erg belangrijk, namelijk het contrapunt (leer der meerstemmigheid) en het 'omzetten' van tekst in aansprekende muziek, waarbij hij gebruik maakte van de cori spezzati-techniek: twee (zelfs ook meer) tegenover elkaar opgestelde ensembles van zangers en instrumentalisten. 
Schütz wist zijn studieverblijf in Venetië te verlengen, maar keerde uiteindelijk in 1612 naar Duitsland terug vanwege het overlijden van zijn Italiaanse leermeester. Hij besloot zijn opleiding in Venetië met het componeren van een verzameling van wereldlijk-vocale zangstukken die, als traditionele proeve van bekwaamheid als componist, onder de titel Primo libro di Madrigali (eerste boek van de madrigalen) in Venetië zelf werden uitgegeven. 
Meer boeken met madrigalen van Schütz zouden nimmer verschijnen.
In Duitsland teruggekeerd werkte Schütz korte tijd als tweede organist aan het hof van Maurits van Hessen-Kassel. In 1617 verhuisde hij naar Dresden om daar te werken als hofkapelmeester bij de keurvorst van Saksen. Dat wil zeggen dat hij de leider van de grootste en belangrijkste muzikale instelling in het protestante deel van Duitsland werd. Elke heerser van een Duits vorstendom beschikte over een eigen kapel, bestaande uit zangers en instrumentalisten die zowel voor omlijsting van officiële aangelegenheden, voor het hofplezier als voor kerkdiensten in de plaatselijke hofkerk optraden. Het artistieke niveau van deze hofkapellen was, zowel waar het het repertoire als de uitvoeringen betrof, in de regel hoog.
Schütz' taken waren veelzijdig: het verzorgen van het muzikale onderwijs voor jongeren, nieuwe bekwame leden zoeken voor de hofkapel, muzikale uitvoeringen voorbereiden, daarvoor componeren en dirigeren. Vanaf de tweede helft van de zestiende eeuw werd Dresden een internationaal centrum.
In 1619 trouwde Schütz met Magdalena Wildeck.
Schütz schreef in die tijd veel meerstemmige (tot meer dan 20 stemmen) vocale concerti gebaseerd op psalmteksten. Deze waren zijn eerste, alom geprezen bijdragen aan het genre van de geestelijke kunstmuziek. Schütz heeft zich vaak en sterk geconcentreerd op religieuze muziek. Nog een belangrijk genre waar Schütz mee bezig was, zijn de zgn. Historiae. Dat zijn muzikale zettingen van lezingen, bedoeld voor de belangrijkste kerkelijke feesten.
In 1625 stierf zijn echtgenote en bleef Schütz achter met twee dochtertjes van twee en vier jaar oud. Hiervoor schreef hij een nieuw opus. Dit zijn psalmbewerkingen waarin hij troost vond. Schütz zou in Dresden tot het eind van zijn leven werken met de in 1548 opgerichte Hofkapelle, de tegenwoordige Staatskapelle Dresden. Toch verliet hij Dresden een aantal keren: in 1628 ging hij opnieuw naar Venetië om er Claudio Monteverdi te ontmoeten. Duitsland kampte in die tijd met de verwoestende Dertigjarige Oorlog. Musici werden soldaten en muziekinstrumenten werden vervangen door wapens. Schütz leerde tijdens zijn verblijf emotionele geladenheid, ritmische bewogenheid en het gebruik van instrumenten in functie van de inhoud van de tekst. 
Van 1633 tot 1635, toen de Dertigjarige Oorlog (1618-1648) het Dresdense hofleven ernstig had ontwricht, werkte hij in Kopenhagen als hofkapelmeester van koning Christian IV. Schütz componeerde er veel feestmuziek. In 1635 keerde hij naar Duitsland terug en werd toen kapelmeester aan het hof van vorst Georg Von Calenberg. Tussen de jaren 1636 en 1639 componeerde hij muziekstukken voor één tot vijf solostemmen zonder andere instrumenten (a capella), qua variatie en kwaliteit zeer knap.
Na zijn tweede verblijf in Denemarken van 1642 tot 1644 keerde Schütz via Wolfenbüttel naar Dresden terug. Hij leerde daar een hertogin kennen en zij schreven daar samen nog liederen en aria’s voor religieus toneel.
In 1645 was hij terug in handels- en kennismetropool Leipzig en schreef een brief aan de Saksische keurvorst met het verzoek om in de 'ruststand' te worden geplaatst. De hofkapel verkeerde in slechte toestand en hijzelf was een oude man. Johann Georg weigerde dit, maar in de herfst of de winter mocht hij zich telkens een tijd terugtrekken. Zodoende kon Schütz een aantal composities afwerken en ook verschenen er weer nieuwe bundels.
Door zijn jaren ervaring met zeer vele teksten in het Italiaans, het Latijn en het Duits slaagde Schütz erin met uiterst beperkte middelen een maximum aan intensiteit te bereiken. De meeste van zijn motetten kunnen a capella gezongen worden.
In die tijd waren de werkomstandigheden in Dresden bijzonder slecht. Schütz leefde in een erbarmelijke situatie en hij voelde ook zijn krachten in alle opzichten afnemen. In 1655 overleed zijn tweede dochter en in 1656 overleed de keurvorst Johann Georg. Schütz ontving na een tijdje de titel van hoofdkapelmeester met een jaargeld zonder verdere verplichtingen. Hij trok zich terug in  het stadje van zijn jeugd, maar bleef contacten onderhouden met het hof van Dresden. Er zijn nog een aantal handgeschreven composities van deze tijd bewaard, maar die werden toen niet uitgegeven. Zoals zijn 'Zwanenzang': de toonzetting voor dubbelkoor en basso continuo van de meest uitgebreide tekst uit het Boek van de Psalmen, Psalm 119.
Na zijn terugtrekking bleef hij nog componeren. Hij gaf compositieles, ging geregeld op reis en was raadgever bij de organisatie van hofkapellen. De laatste jaren van zijn leven woonde Schütz in Weißenfels. Hij overleed er aan een beroerte op 87-jarige leeftijd.

## Stijl
Schütz' composities zijn beïnvloed door zijn leraar Gabrieli, met zijn Venetiaanse meerkorigheid en concertatostijl, en door Monteverdi. Ook de invloed van de Nederlandse School uit de 16e eeuw is te horen. Vooral zijn geestelijke muziek, voor verschillende bezettingen, van solostem met instrumentale begeleiding tot a-capellakoor, is bekend. Representatieve werken zijn de drie boeken met Symphoniae sacrae, de Psalmen Davids, de Sieben Worte Jesu Christi am Kreuz (de zeven laatste woorden van Jezus aan het kruis) en zijn drie passies, die hij vlak voor zijn 80e verjaardag schreef. Schütz vroege werk is progressief van aard, terwijl zijn latere werk, waaronder de passies, simpeler en soberder is. Praktische bezwaren hebben waarschijnlijk een rol gespeeld bij deze verandering: de Dertigjarige Oorlog had de infrastructuur op het gebied van muziek in Duitsland vrijwel vernietigd. Het was niet meer mogelijk om de grote werken in Venetiaanse stijl uit te voeren.  
Er is bijna geen wereldlijke muziek van Schütz overgeleverd en zijn puur instrumentale muziek is helemaal verloren gegaan, hoewel hij in zijn tijd als een van de beste organisten in Duitsland gold.
Schütz heeft een belangrijke rol gespeeld in het overbrengen van muzikale ideeën vanuit Italië naar Duitsland. Hierdoor is zijn invloed op de Duitse muziek groot geweest. De Noord-Duitse orgelstijl is grotendeels op Schütz' werk gefundeerd, hoewel ook het werk van de Nederlander Jan Pieterszoon Sweelinck van belang was voor deze ontwikkeling. Een eeuw later zou deze stijl zijn hoogtepunt beleven met de werken van Johann Sebastian Bach.
Een van Schütz' leerlingen was zijn neef Heinrich Albert.

## Werken
Deze lijst bevat Schütz' gepubliceerde werken. De meeste hier genoemde werken bevatten meerdere stukken; er zijn meer dan 500 individuele stukken van Schütz bewaard gebleven.
- Il primo libro de madrigali (eerste boek met madrigalen) (Venetië, 1611)
- Psalmen Davids (Boek 1) (Dresden, 1619)
- Historia der Frölichen und Siegreichen Aufferstehung unsers einigen Erlösers und Seligmachers Jesu Christi. (Geschiedenis van de opstanding van Jezus) (Dresden, 1623)
- Cantiones sacrae (Freiberg, 1625)
- Psalmen Davids (Boek 2) (Freiberg, 1628)
- Symphoniae sacrae (Boek 1) (Venice, 1629)
- Musicalische Exequien (Dresden, 1636)
- Kleiner geistlichen Concerten (Boek 1) (Leipzig, 1636)
- Symphoniae sacrae (Boek 2) (Dresden, 1647)
- Geistliche Chor-Music (Dresden, 1648)
- Symphoniae sacrae (Boek 3) (Dresden, 1650)
- Zwölff geistliche Gesänge (Dresden, 1657)
- Psalmen Davids (herziene uitgave van Boek 2) (Dresden, 1661)
- Matthäus-Passion
- Lukas-Passion
- Johannes-Passion